# Вилма Ковач
Вилма Ковач (на унгарски: Kovács-Prosznitz Vilma) е унгарски психоаналитик, пионер в психоанализата.

## Биография
Родена е на 13 октомври 1883 година в Сегед, Унгария. Тя е третата дъщеря на провинциално буржоазно семейство. Баща и умира, когато е много малка, ненавършила 6 години. Семейството започва да мизерства и Вилма се омъжва на 15 години, против волята си, за братовчед си Зигмонд Шекели, който е двадесет години по-възрастен от нея. На 19 години тя вече е майка на три деца. Най-възрастната дъщеря Алис, по-късно се омъжва за Майкъл Балинт.
Вилма страда от туберкулоза и прекарва големи периоди в санаториум. Там среща Фредерик Ковач, архитект, за когото се омъжва след труден развод, който я разделя от децата ѝ за няколко години. Децата се присъединяват към Вилма и съпруга ѝ малко преди Първата световна война и са осиновени от Фредерик Ковач след смъртта на баща им. Сериозен случай на агорафобия довежда Вилма до анализа с Шандор Ференци. Той бързо забелязва талантите на пациентката си и през 20-те години я обучава като психоаналитик, правейки я една от най-близките си сътрудници.
Умира през 1940 година в Будапеща на 56-годишна възраст.